# Cees van Rootselaar

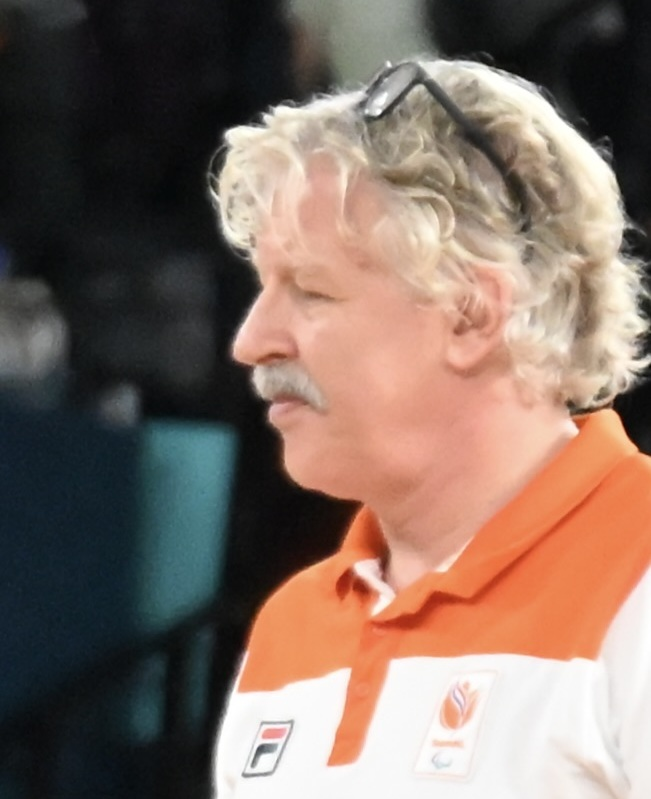
Cees van Rootselaar (2024)

Cornelis J. „Cees“ van Rootselaar (* 4. April 1966 in Den Helder) ist ein niederländischer Basketballtrainer und ehemaliger -spieler.

## Werdegang
Von 1984 bis 1997 gehörte der 1,88 Meter große Aufbauspieler dem niederländischen Erstligisten BV Den Helder an. 1989, 1990, 1991, 1992 und 1995 gewann er mit der Mannschaft die Landesmeisterschaft. In der Saison 1996/97 erreichte er mit 20,5 Punkten je Begegnung den besten Mittelwert seiner Zeit in der niederländischen Liga.
Er wechselte im Vorfeld der Saison 1997/98 zum Bundesliga-Aufsteiger USC Freiburg nach Deutschland, blieb dort aber nur bis Mitte Oktober 1997.
Zwischen 1998 und 2002 stand er bei Omniworld Almere in den Niederlanden unter Vertrag. In der Saison 2007/08 kehrte er kurzzeitig ins Aufgebot der Mannschaft zurück.
Van Rootselaar war Nationalspieler seines Heimatlandes und in den Jahren 1987 und 1989 Europameisterschaftsteilnehmer. Er bestritt 118 Länderspiele.
Von 2002 bis 2005 betreute er Omniworld Almere als Trainer. Seine beruflichen Tätigkeiten nach dem Ende seiner Spielerzeit umfassten unter anderem die Wahrnehmung des Amtes des Sportkoordinators in der Stadt Nieuwegein und Auftritte als Fachmann bei Basketballübertragungen im Fernsehen. 2017 wurde er Cheftrainer der niederländischen Rollstuhlbasketball-Nationalmannschaft.